# Gare de Kédange
La gare de Kédange est une gare ferroviaire française de la ligne de Thionville à Anzeling située sur le territoire de la commune de Kédange-sur-Canner dans le département de la Moselle, en région Grand Est.
Elle est mise en service en 1882 par la Direction générale impériale des chemins de fer d'Alsace-Lorraine (EL).
C'est une gare voyageurs de la Société nationale des chemins de fer français (SNCF), du réseau TER Grand Est, desservie par des trains express régionaux.

## Situation ferroviaire
Établie à 197 mètres d'altitude, la gare de Kédange est située au point kilométrique (PK) 16,656 de la ligne de Thionville à Anzeling, entre les gares ouvertes de Metzervisse et de Hombourg-Budange.

## Histoire
La gare de Kédange est construite en 1882 par la Direction générale impériale des chemins de fer d'Alsace-Lorraine (EL).
Le 19 juin 1919, la gare entre dans le réseau de l'Administration des chemins de fer d'Alsace et de Lorraine (AL), à la suite de la victoire française lors de la Première Guerre mondiale. Puis, le 1er janvier 1938, cette administration d'État forme avec les autres grandes compagnies la SNCF, qui devient concessionnaire des installations ferroviaires de Kédange. Cependant, après l'annexion allemande de l'Alsace-Lorraine, c'est la Deutsche Reichsbahn qui gère la gare pendant la Seconde Guerre mondiale, du 1er juillet 1940 jusqu'à la Libération (en 1944 – 1945).
Le 4 septembre 1945, la gare est témoin d'un catastrophe ferroviaire. À la suite d'une erreur d'aiguillage, un train conduisant des soldats français vers la Sarre entre en collision avec une rame chargée de pierres à chaux. Six wagons-citernes explosèrent, provoquant la mort de quarante et une personnes dont vingt-neufs soldats originaires de Corrèze.

## Service des voyageurs

### Accueil
Halte SNCF, c'est un point d'arrêt non géré (PANG) à accès libre.

### Desserte
Kédange est desservie par les trains TER Grand Est qui effectuent des missions entre les gares de Thionville et de Bouzonville.

### Intermodalité
Le stationnement des véhicules est possible à proximité. Elle est desservie par des autocars TER Grand Est (ligne Thionville - Bouzonville - Creutzwald gare routière).